# Temporada 2014 del Rally NACAM
La temporada 2014 del Rally NACAM constó de siete fechas. La primera de ellas se llevó a cabo en México el 28 y 29 de marzo y la última tuvo lugar en Jamaica, el 22 y 23 de noviembre.

## Resultados

### Campeonato de Pilotos
| Pos.    | Piloto | MEX | CRI | PER | COL | VEN | GUY | JAM | Puntos | Notas |
| ------- | ------ | --- | --- | --- | --- | --- | --- | --- | ------ | ----- |
| 1       | Piloto |     |     |     |     |     |     |     | 0      |       |
| 2       | Piloto |     |     |     |     |     |     |     | 0      |       |
| 3       | Piloto |     |     |     |     |     |     |     | 0      |       |
| 4       | Piloto |     |     |     |     |     |     |     | 0      |       |
| 5       | Piloto |     |     |     |     |     |     |     | 0      |       |
| 6       | Piloto |     |     |     |     |     |     |     | 0      |       |
| 7       | Piloto |     |     |     |     |     |     |     | 0      |       |
| 8       | Piloto |     |     |     |     |     |     |     | 0      |       |
| 9       | Piloto |     |     |     |     |     |     |     | 0      |       |
| 10      | Piloto |     |     |     |     |     |     |     | 0      |       |
| Fuentes |        |     |     |     |     |     |     |     |        |       |

| Color  | Resultado                               | Color                                   | Resultado                               |
| ------ | --------------------------------------- | --------------------------------------- | --------------------------------------- |
| Oro    | Ganador                                 | Azul                                    | Finalizó la prueba                      |
| Plata  | 2.º lugar                               | Violeta                                 | No terminó (Ret)                        |
| Bronce | 3.er lugar                              | Negro                                   | Descalificado (Des)                     |
| Verde  | Entre los 10 prim.                      | Sin color                               | No participó                            |
| Blanco | Puntuó en otra prueba o categoría (Otr) | Puntuó en otra prueba o categoría (Otr) | Puntuó en otra prueba o categoría (Otr) |

### Campeonato de Naciones
| 1       |  | 0 |
| 2       |  | 0 |
| 3       |  | 0 |
| 4       |  | 0 |
| 5       |  | 0 |
| 6       |  | 0 |
| Fuentes |  |   |